# Mistress and Maid
Mistress and Maid er en amerikansk stumfilm fra 1910.
Filmen er en dramafilm om den rige kvindelige arving, Nan, der besøger et ferieområde med sin stuepige Susan. De to beslutter for sjov at bytte roller, og Nan møder en ung livredder, som hun bliver forelsket i. Stuepigen Susan planlægger at stjæle Nans værdigenstande og får lagt en plan, hvor hun ved hjælp af en fyrpasser får låst Nan inde i fyret. Nans hund bliver sendt afsted med en besked til livredderen, og livredderen kommer straks Nan til undsætning. Sammen løber de til hotellet, hvor de griber Susan på fersk gerning. Nan beslutter ikke at straffe Susan, da hun har fundet kærligheden.